# ذات الفم الممزق

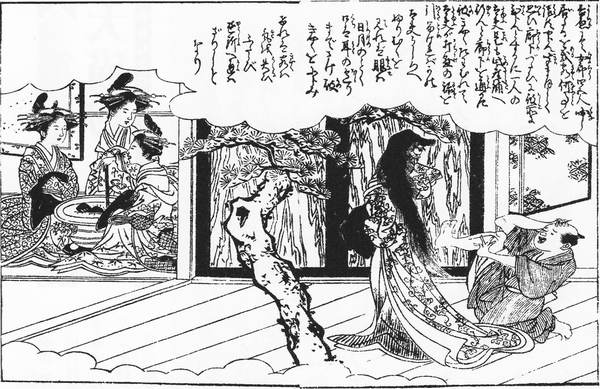
كوشيساكي أونا في مشهد من كتاب الأمطار الليلية الخفيفة بواسطة هايامي شونغيوساي ، 1801

يشير كلاً من اسم «كوشيساكي أونا» و «المرأة ذات الفم الممزق» (باليابانية: 口裂け女) إلى نفس القصة في الأساطير (الميثولوجيا) اليابانية والفلكلور الياباني، كذلك في النسخة الحديثة منها، حيث يحكى أن امرأة ذبحت بأيدي زوجها الغيور وعادت من جديد لتظهر بروح شريرة أو «يوكاي» لترتكب نفس الأفعال التي تعرضت لها في حياتها.

## الاسطورة
تقول الأسطورة أن امرأة شابة عاشت منذ مئات السنين (بعض النسخ من القصة تشير إلى حقبة حكم سلالة هان) وكانت زوجة أو محظية أحد مقاتلي، وقيل أنها كانت جميلة جداً لكنها مغرورة أيضاً ومن المحتمل أنها كانت تخون زوجها وبالمقابل كان زوجها المحارب من الساموراي غيور ويشعر بالإهانة، وفي أحد الأيام هاجم زوجته وشق فمها بسيفه من الأذن إلى الأذن وكان يصرخ فيها: «من سيظن أنك جميلة الآن؟». وعلى ذلك القول تعتمد كل الأساطير الحالية حيث تهوم تلك المرأة في الليل وخصوصاً في الأمسيات الضبايبة ووجهها مغطى بقناع جراحي (كمامة)، اعتاد اليابانيون لبس ذلك القناع في أحوال الطقس البارد تجنباً عدم انتشار الأمراض للمحيطين بهم لذلك لم يكن القناع شيئاً غير عادي. وعندما تلقى تلك المرأة المريبة أحد الأشخاص (قد يكون طفلاً أو طالباً في معهد أو جامعة) فإنها تسأله بخجل «هل أنا جميلة؟»، وان كانت إجابة الضحية «نعم» عندئذ ستخلع قناعها وتسأله نفس السؤال مجدداً فإن كانت اجابته «لا» عندها ستقوم بذبحه، يكون سلاحها زوجاً من المقصات في العديد من القصص التي تروى. وان أجابت الضحية بـ«نعم» أي أنها جميلة برأيه فأنها سوف تلحقه إلى سكنه أو مكان إقامته ومن ثم تذبحه عند عتبة الباب لكن في قصص أخرى يقال أنها تهديه ياقوتة تقطر دماً وتمشي مبتعدة إن كانت إجابة الضحية «نعم» في المرة الثانية. تطورت الأسطورة في العصر الحالي وخلال الرسوم المتحركة مانغا كانت أيضاً متأثرة بأسطورة أوشيساكي أونا أو المرأة ذات الفم المشروط في السبعينيات أخذت الأسطورة منحى آخر فأن أجابت الضحية: «أنت عادية» أي لست بجميلة أو بقبيحة عندها ستنقذ الضحية نفسها. وتجددت الأسطورة ثانيا في عام 2000 فأن كانت الإجابة «بين وبين» أي So-SO عندها ستفكر كوشيساكي أونا ما ستقوم به وستلوذ الضحية بالفرار أثناء انشغالها بما يجب أن تفعله. وهناك حل آخر هو رميها بقطعة حلوى أو أن تسألها الضحية:«هل أنا جميل؟»، عندها ستنزعج وتبتعد.
خلال ربيع عام 1979 انتشرت إشاعات في أنحاء اليابان عن مشاهدة كوشيساكي اونا وهي تتصيد الأطفال.وفي أكتوبر عام 2007 عثر المحقق في أسباب الوفيات على سجلات قديمة تعود إلى أواخر السبعينيات عن امرأة كانت تطارد أطفالاً لكنه لقي حتفه في اصطدام سيارة ! ، كانت تلك فم تلك المرأة مشقوق من الأذن إلى الأذن وسرى اعتقاد أنها كانت وراء موجة الرعب آنذاك. في عام 2004 انتشرت إاشاعات مماثلة في كوريا الجنوبية عن امرأة تلبس قناعاً أحمر، كان وقود تلك الإشاعات هو الحكايات عن حالات 1979 في اليابان وكذلك عن فيلم خيالي ياباني يتحدث عن أوشيساكي اونا وما تزال مادة خصبة لانتاج العديد من الأفلام الخيالية والرسوم المتحركة (أنمي).

## أساطير مشابهة
يوجد في التراث العربي العديد من القصص المشابهة كقصة النداهة في مصر وهي تحكي عن جنية جميلة تظهر في الاماكن النائية قرب الترع واسطورة أم الدويس وهي جنية جميلة تظهر للرجال في شبه الجزيرة العربية واسطور عيشة قنديشة وماري الدموية والكثير الكثير من الاساطير الأخرى.

## روابط خارجية
- كوشيساكي أونا باللغة اليابانية
- حكايات شبحية , Japanzine